# 道の駅どまんなか たぬま
道の駅どまんなか たぬま（みちのえき どまんなか たぬま）は、栃木県佐野市にある栃木県道16号佐野田沼線の道の駅である。富士山の景観が素晴らしいことから、2005年に関東の富士見百景に選定された。

## 概要
平成13年8月に栃木県内9番目の道の駅として国土交通省の登録を受けた「道の駅どまんなか たぬま」は、道路管理者が整備する休憩施設と、町（現：市）が設置する情報提供施設や地域振興施設を一体化したもの（一体型）である。そのため、整備にあたっては、栃木県と田沼町（現：佐野市）の共同事業として位置づけ、栃木県が駐車場、トイレおよび道路付帯施設整備を担当し、田沼町が地域振興施設（ふれあい交流館、農産物直売所）を整備した。
開業当初は財団法人田沼町施設管理公社に委託し、管理運営を行っていたが、佐野市との合併のため平成15年10月10日に株式会社 どまんなか たぬまを設立、翌平成16年4月より管理運営を行う。
「どまんなか たぬま」という名称は、旧・田沼町が北海道の宗谷岬と鹿児島県の佐多岬から同じ距離に位置し、日本列島の中心を名乗っていたことに由来する。

## 施設
- 駐車場（普通車470台、大型車22台、身体障害者用6台、二輪車専用20台）
  - 敷地が広大な為、2016年8月よりEVバスを導入して場内を巡回運行している。
- トイレ
  - 24時間利用可能トイレ「オアシス」（男 小8大3、女10、身体障害者用1（オストメイト対応）、男女共にベビーベット完備）
  - ふれあい交流館内（男 小5大2、女4、身体障害者用1、男女共にベビーベット完備）
- 公衆電話
- 授乳室（9:30 - 22:00）
- 車椅子
- 農産物直売所（618m2 平成15年3月、平成23年10月に拡張。開駅当時254m2）
  - 「朝採り館」（8:00 - 18:00）
  - 米工房（8:00 - 18:00）
- ふれあい交流館（1,956m2 平成16年、平成21年、平成23年10月、平成24年11月に拡張。開駅当時1,204m2）
  - 特産品「彩り館」（9:30 - 19:00）
  - パン工房 麦畑（9:30 - 19:00）
  - ジェラート倶楽部 （9:30 - 19:00）【客席】テーブル8台・21席・ベンチ1台
  - 和洋食レストラン「はなみずき」（9:30 - 19:00、ラストオーダー18:30）【客席】102席
  - 本格中華料理「花と華」（平日 11:30、土日祝 11:00 - 22:00、ラストオーダー21:30）

ランチタイム：オープン - 午後3時まで【客席】122席・テラス16席 計138席
- フードコート
  - take-out CHINESE FOODS 花と華（9:00 - 18:00）
  - たい焼き タコ焼き 富次郎（9:00 - 18:00）
- たぬま温泉の足湯（9:30 - 19:00）
- 電気自動車急速充電スタンド（9:30 - 19:00）
- メガソーラー（大規模太陽光発電所）[2]

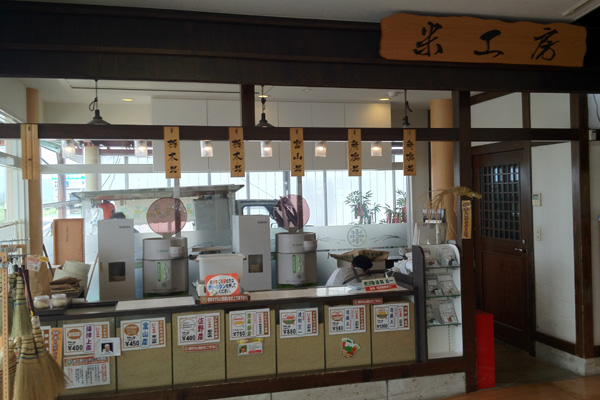
「米工房」
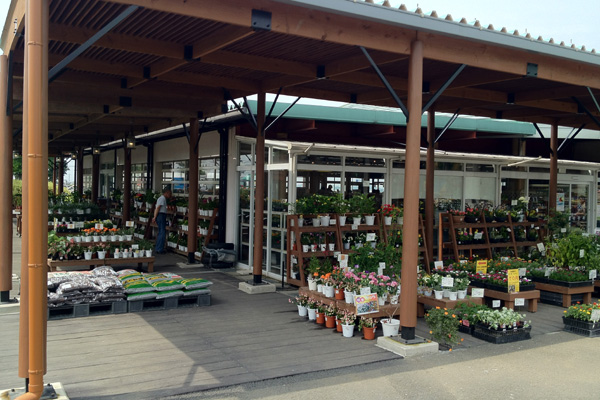
「植物園コーナー」
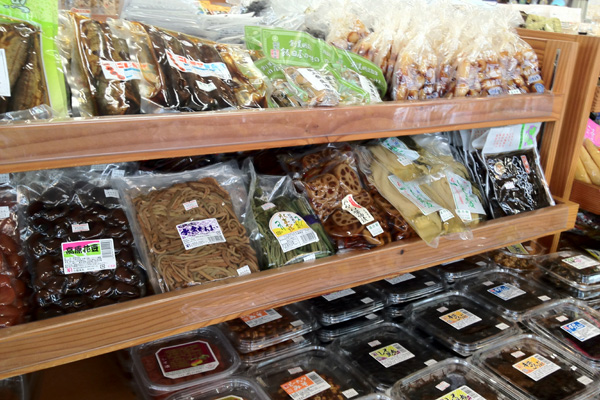
「特産品コーナー」
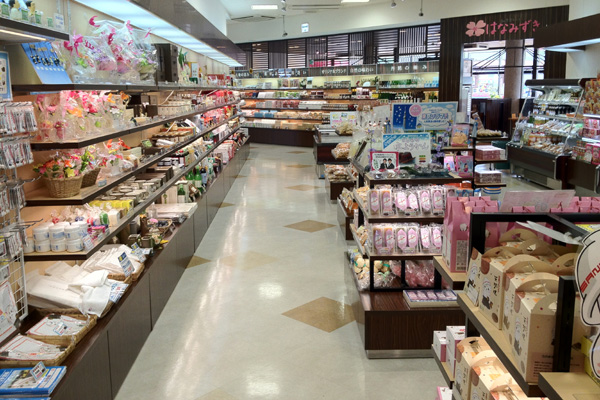
特産品「彩り館」
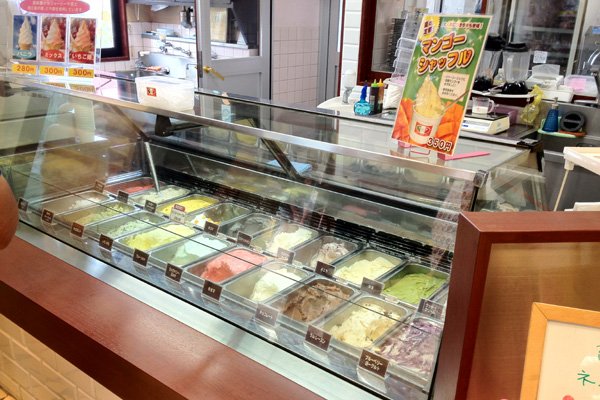
アイス工房 「ジェラート倶楽部」
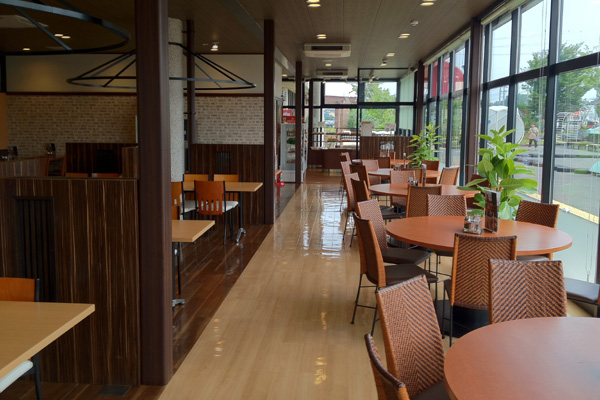
和洋食レストラン 「はなみずき」
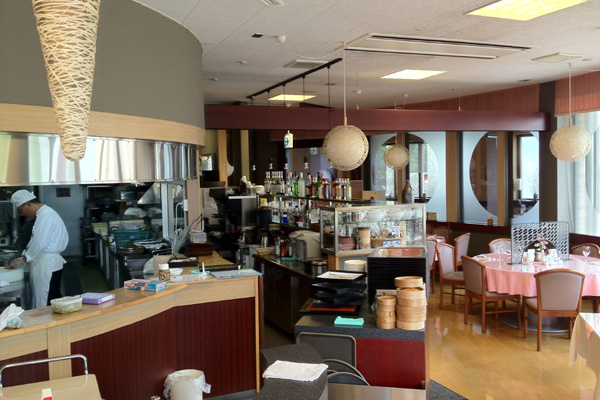
本格中華料理 CHINESE DINING「花と華」
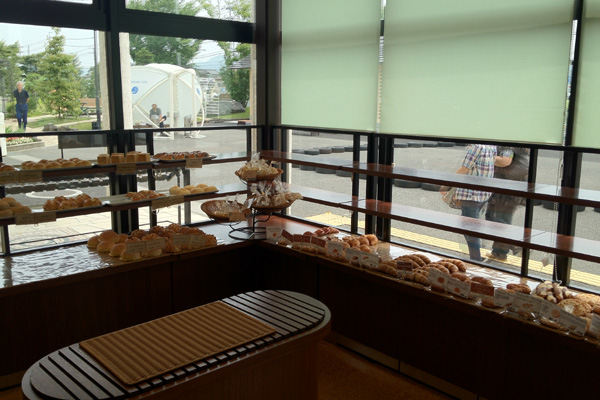
パン工房「麦畑」
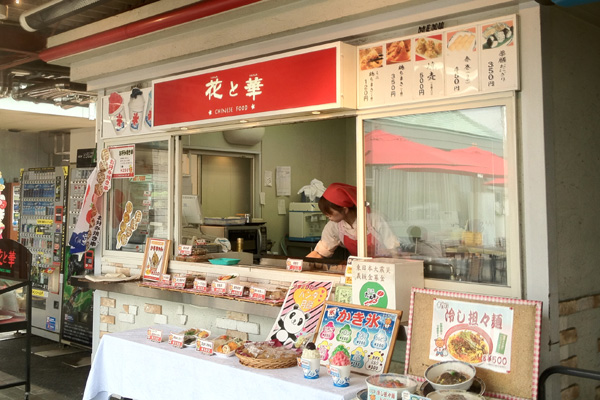
CHINESE FOODS 「花と華」
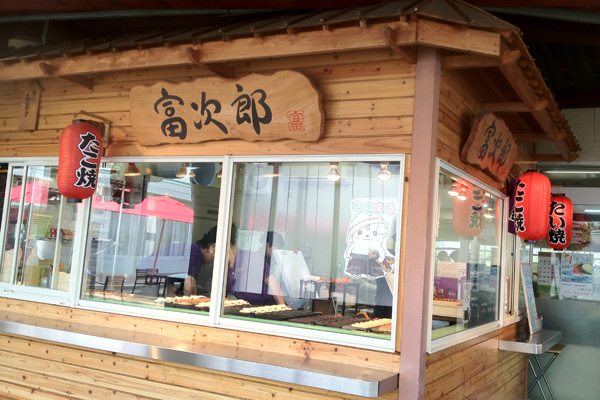
「富次郎」
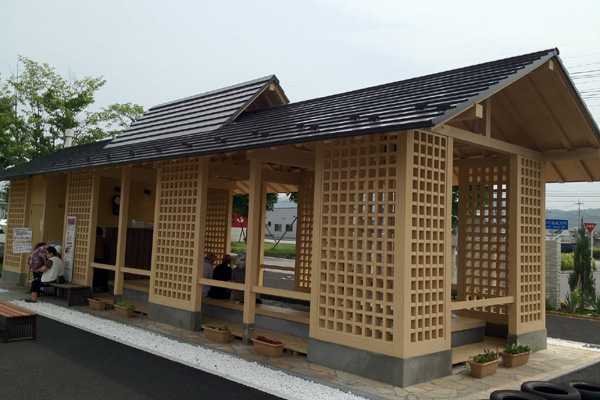
「足湯」

## 休館日
- 水曜日

## アクセス
- 栃木県道16号佐野田沼線 - 登録路線
  - 北関東自動車道 佐野田沼IC（県道16号経由）
- 栃木県道270号佐野環状線

### バス路線
- 佐野市生活路線バス基幹線（道の駅経由）
  - 葛の里壱番館方面（吉水駅入口西・田沼庁舎前・佐野市民病院・多田駅入口・葛生駅入口）
  - 佐野新都市バスターミナル方面（厚生病院・佐野駅・市役所前・植野町公民館前・佐野プレミアム・アウトレット）

## 周辺
- 東武鉄道佐野線 吉水駅
- 田沼吉水駅前郵便局